# Nötbrödsträd
Nötbrödsträd (Brosimum alicastrum) är en mullbärsväxtart som beskrevs av Olof Swartz. Brosimum alicastrum ingår i släktet Brosimum och familjen mullbärsväxter.
Nötbrödsträdet förekommer på Yukatan-halvön i Mexiko och på Jamaica. Det används för att framställa kautschuk. Saften hos unga träd används även som dryck, bladen som foder för boskap. Fröna smakar som hasselnötter: de äts råa eller kokta och används även vid brödbakning.

## Underarter
Arten delas in i följande underarter:
- B. a. alicastrum
- B. a. bolivarense

## Bildgalleri

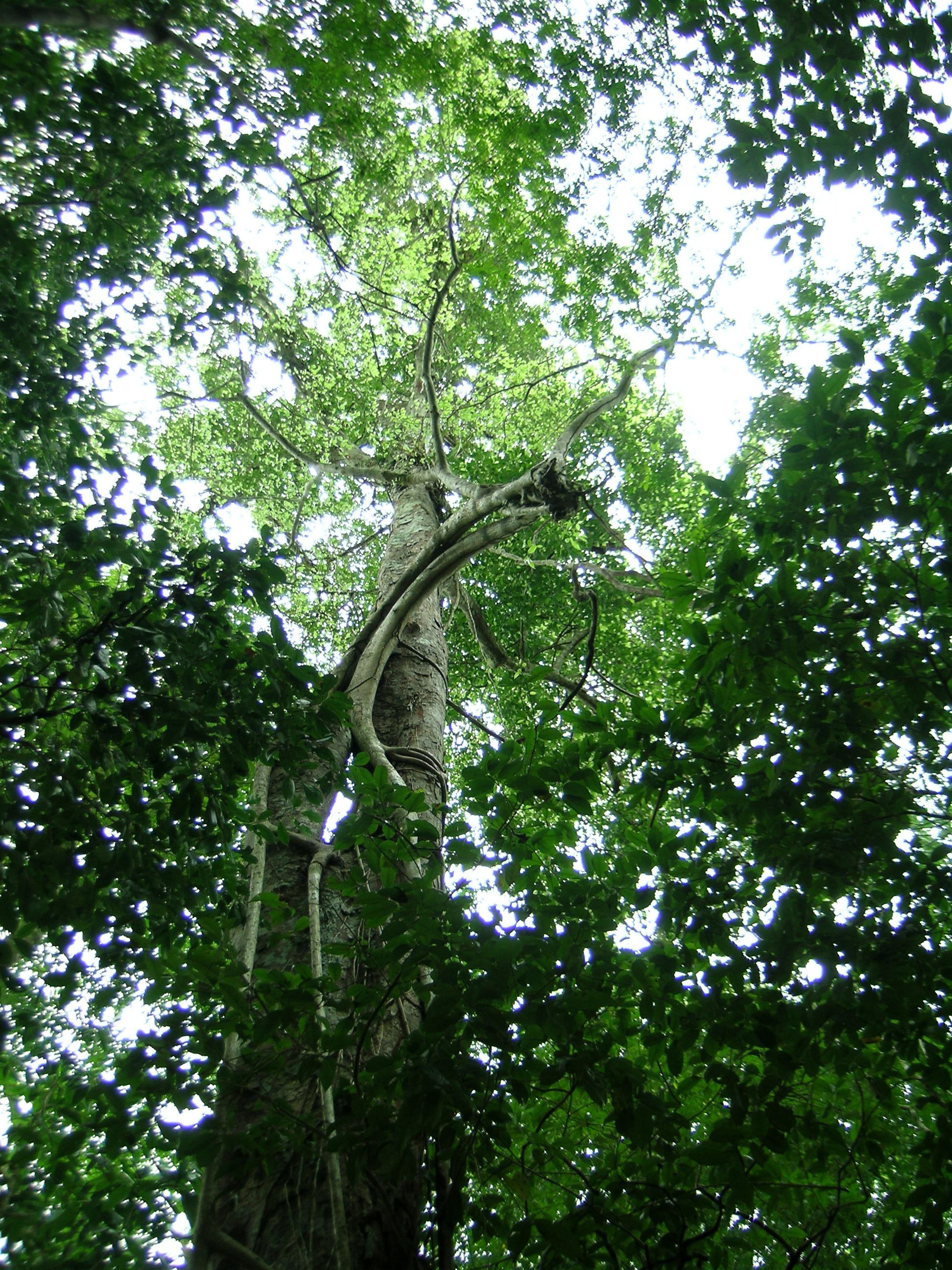
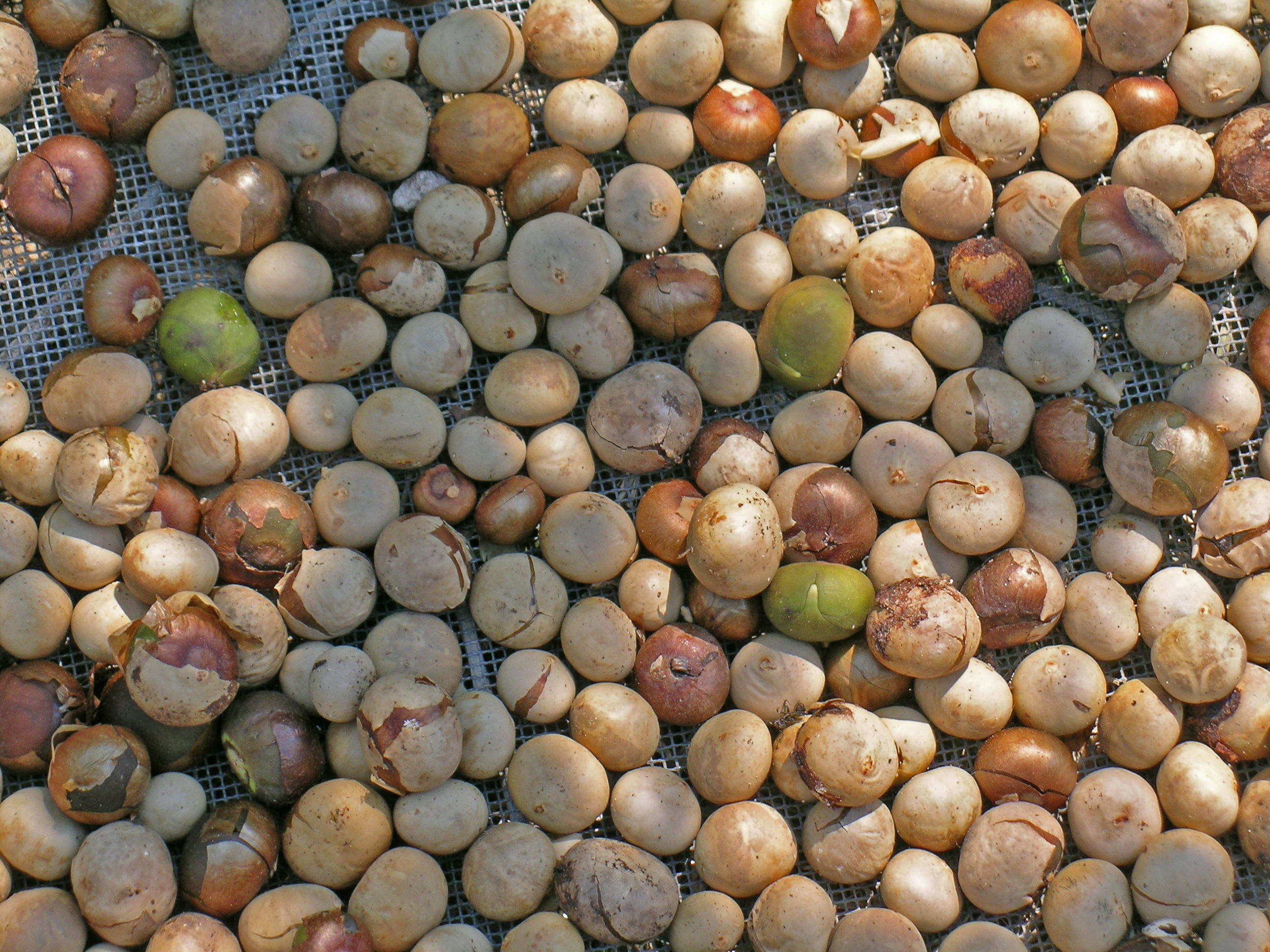
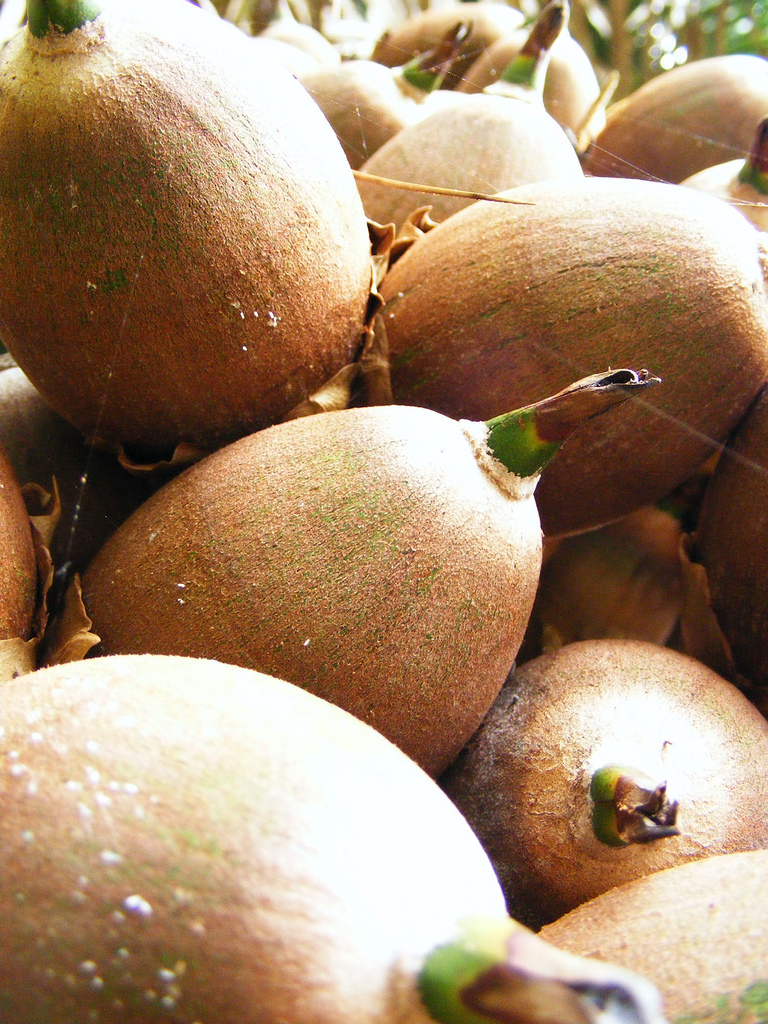
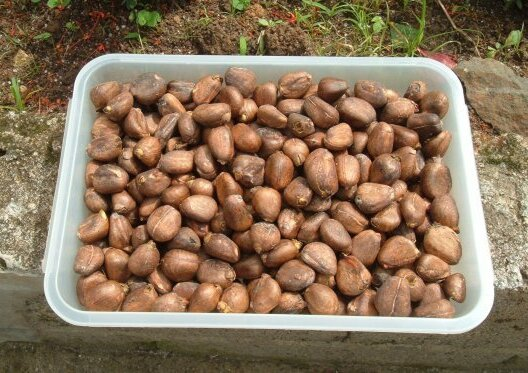